# 344
El 344 (CCCXLIV) fou un any de traspàs començat en diumenge del calendari julià.

## Esdeveniments
- Concili de Sàrdica.[1]
- Batalla de Singara entre romans i perses. L'exèrcit romà sota Constantí aconsegueix una victòria estreta, a la ben fortificada ciutat de Singara (Mesopotàmia). El seu enemic, el rei Sapor II,[2] es veu obligat a aixecar el setge i retirar l'exèrcit persa.[3]

## Naixements
- Kudjha: Kumaradjiva, monjo budista.

## Defuncions
- 1 de febrer: Sever de Ravenna, bisbe.